# 棉洋镇
棉洋镇，是中华人民共和国广东省梅州市五华县下辖的一个乡镇级行政单位。

## 行政区划
棉洋镇下辖以下地区：
棉洋社区、桥江社区、黎洞村、竹坑村、棉洋村、罗城村、福城村、群星村、联西村、荣华村、洛阳村、阳光村、新光村、中新村、平安村、美田村、美光村、葵岭村、红星村、琴江村、绿水村、唐纯村、桥江村、溜沙村、水湖村、双璜村和富强村。